# Cahier des charges fonctionnel
En gestion de projet, le cahier des charges fonctionnel (CdCF) est un document formalisant un besoin, en détaillant les fonctionnalités attendues d'un système, d'un produit ou d'un service ainsi que les contraintes (techniques, réglementaires, budgétaires, etc.) auxquelles il est soumis.
Pour la bonne compréhension de ces trois mots, une forme d'écriture peut être d'écrire pour qualifier les charges en termes de fonctions qui seront formulées en utilisant des verbes à l'infinitif pour confirmer qu'il s'agit d'actions. En aucun cas, le cahier ne peut être qualifié de fonctionnel, nous avons pris l'habitude d'écrire comme cela mais cet accord est incorrect[réf. souhaitée].

## Objectifs
Un projet correspond à un besoin de changement exprimé par un demandeur. Pour y répondre, différents fournisseurs (prestataire, service interne à une entreprise, etc.) proposent des solutions. Le cahier des charges fonctionnel est le document permettant de valider l'adéquation entre le besoin et les solutions proposées.
Ses objectifs sont de :
- présenter le contexte global du projet : situation de l'entité demanderesse (entreprise, organisation, administration, service interne…), marché, problématique, évolutions technologiques, etc. ;
- exprimer clairement les objectifs du projet et les critères qui permettront de le considérer comme réussi, tant en quantité qu'en qualité (apports pour l'entité, finition, etc.) ;
- formaliser le besoin du client : fonctionnalités (cas d'utilisation) et contraintes (budget, délais, historique, etc.).

Le cahier des charges fonctionnel peut également revêtir un caractère contractuel entre les différentes parties, notamment concernant le respect des niveaux établis pour les critères, s'il est accompagné de clauses juridiques adéquates.

## Méthodologie
Dans le déroulement d'un projet, le cahier des charges fonctionnel précède l'étude technique qui conclut la phase d'avant-projet. Pour arriver au cahier des charges fonctionnel, plusieurs étapes sont donc nécessaires.

### Étude d'opportunité
Cela consiste à étudier le contexte du projet, à déterminer les besoins généraux de la maîtrise d'ouvrage et à vérifier si ceux-ci correspondent bien aux attentes des utilisateurs finaux et aux évolutions probables à venir. Cela permet de décider de la viabilité du projet. Cette étape se conclut par la livraison d'une « note de cadrage » qui établit officiellement l'intention de projet.

### Étude de faisabilité
Cette étape consiste à valider la capacité à réaliser le projet suivant différents critères :
- il est économiquement viable, car le retour sur investissement est supérieur à l'investissement demandé : par exemple, le pétrole synthétique est actuellement plus cher que le pétrole naturel ;
- les technologies nécessaires sont disponibles : par exemple, la technologie actuelle ne permet pas à un humain de voyager vers Mars ;
- l'organisation peut s'adapter à ce changement : par exemple, une organisation en trois-huit serait difficile à mettre en place dans une TPE ;
- les contraintes réglementaires le permettent : par exemple, conserver des données clients ad vitam æternam n'est pas permis en Europe en raison du RGPD ;
- la durée d'exécution du projet est acceptable ;
- etc.

C'est une analyse des besoins qui permet ensuite d'estimer grossièrement les coûts d'investissement et de fonctionnement du projet (moyens humains et matériels), les délais prévus et les retours sur investissements possibles. Ceci mène aux études de scénario, qui envisagent les risques pouvant menacer le projet et présentent un bilan prévisionnel. Le dossier de faisabilité conclut cette étape, permettant au comité de pilotage d'étudier chaque scénario.
Pour établir un cahier des charges, il faut au préalable procéder à l’analyse fonctionnelle du besoin.

### Analyse fonctionnelle
L'analyse des besoins faite auparavant se concentrant surtout sur les besoins majeurs du produit, il est ensuite nécessaire d'approfondir pour pouvoir rédiger un document contractuel sur lequel la maîtrise d'ouvrage et la maîtrise d'œuvre s'entendront.
Les besoins devront être exprimés sous forme de fonctions (d'où le nom d'analyse fonctionnelle) et non de solutions pour permettre un choix lors de l'étude technique. Ces fonctions doivent donc être listées, classées et explicitées. L'outil But-Besoin-Fonction-Moyen permet, par exemple, de lister de manière exhaustive l'ensemble des besoins et puis y associer les fonctions puis les moyens afférents.
L'expression du besoin permet d'isoler l'objet étudié afin d'identifier le principal destinataire, sa matière d’œuvre et d'exprimer sa fonction globale.

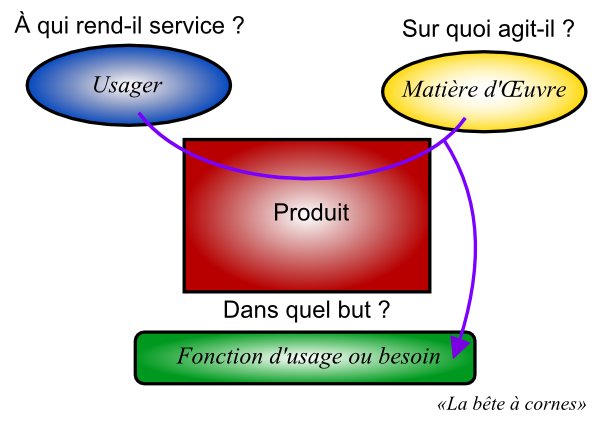
Expression du besoin avec le diagramme bête à corne

Pour établir le diagramme bête à cornes, il est essentiel de se poser les trois questions suivantes :
- À qui, à quoi le produit rend-il service ?
- Sur qui, sur quoi agit-il ?
- Dans quel but ? (pour quoi ?)

L'expression du besoin est un outil de représentation de ces questions fondamentales.

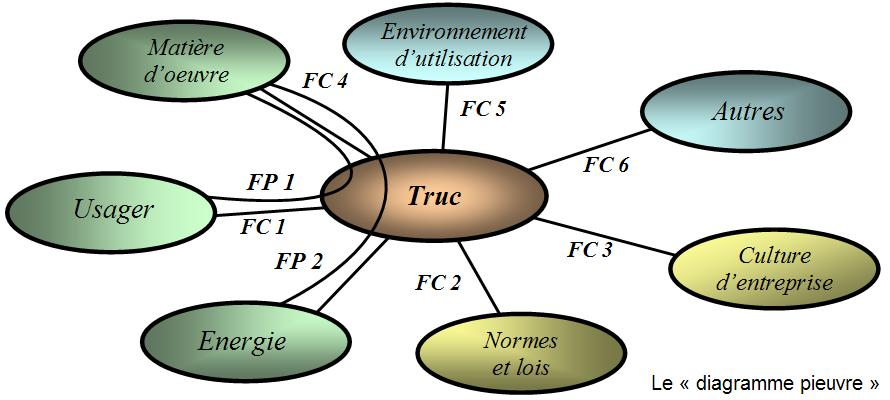
Diagramme Pieuvre

Le diagramme des interacteurs (ou pieuvre) consiste à isoler le produit, c'est-à-dire à établir sa frontière, à identifier les acteurs extérieurs qui interagissent avec lui. On définit les fonctions de service et les contraintes que le produit établit avec tous ces acteurs extérieurs ; d'où son nom (diagramme des interacteurs). On rencontre aussi dans la littérature « Diagramme pieuvre » qui est la terminologie officielle issue de la méthode APTE et dont l'utilisation peut poser des problèmes de droits puisqu'il s'agit d'un outil déposé.
Lorsque la fonction met en relation deux éléments extérieurs, elle est considérée comme principale, réalisant le besoin attendu du produit. Les fonctions principales justifient la création du produit ou sa réinvention. Par exemple, le téléphone portable nous permet de communiquer en mode nomade (les deux acteurs extérieurs au téléphone portable sont l'usager et les données à communiquer). Lorsque la fonction lie le produit à un seul acteur extérieur, c'est une fonction contrainte (exemples : alimenter son téléphone portable en énergie, l'éolienne installée dans le jardin doit respecter le milieu environnant, etc.).
Le CdCF est la rédaction de ces « fonctions de service hiérarchisées » attendues et générées par l'usage d'un produit.

### Analyse de la valeur
L'analyse de la valeur repose sur l'analyse fonctionnelle mais s'appuie aussi sur les solutions à apporter au problème et leurs coûts, pour les évaluer.
Enfin, le choix des critères d'évaluation des solutions et des niveaux qu'ils doivent atteindre doit être opéré. De par sa nature contractuelle, et pour prévenir des dysfonctionnements futurs, il est très important que chacune des parties participe activement à la rédaction du cahier des charges fonctionnel.

## Risques
Le cahier des charges fonctionnel est rédigé par la maîtrise d'ouvrage (MOA), sans forcément faire appel à une assistance à maîtrise d'ouvrage (AMOA).

## Normes
Il existait une norme proposant un plan type de rédaction d’un cahier des charges, la norme AFNOR NF X50-151 qui pouvait s'appliquer à tous les projets de développement industriels ou informatiques. Elle a été remplacée par la norme NF EN 16271 du 16 février 2013.